# Побциг
По́бциг (нем. Pobzig) — деревня в Германии, в земле Саксония-Анхальт. Входит в состав города Нинбург (Зале) района Зальцланд. 
Ранее Побциг имела статус общины (коммуны). В её состав входили населённые пункты Побциг, Боргесдорф и Грамсдорф. Население составляло 401 человек (на 31 декабря 2006 года). Занимала площадь 10,99 км². 1 января 2010 года вошла в состав города Нинбург.